# 미야모토 데루키
미야모토 데루키(일본어: 宮本 輝紀, 1940년 12월 26일 ~ 2000년 2월 2일)는 일본의 전 축구 선수이자 전 축구 지도자로 선수 시절 포지션은 미드필더였으며 1966년 아시안 게임과 1968년 하계 올림픽 동메달리스트이다.

## 선수 시절

### 클럽
1940년 12월 26일 일본 히로시마현 출생으로 산요고등학교를 졸업한 이듬해인 1959년 신일본제철 야와타에 입단한 뒤 1976년 은퇴할 때까지 17년동안 한팀에서만 활약하며 일본 사커 리그 준우승 2회(1965년,1966년), 1964년 천황배 우승, 1965년 천황배 준우승에 기여했고 1966년부터 1971년까지 6시즌 연속 베스트 11에 선정되는 영예를 안았으며 1970년에는 일본 사커 리그 실버볼을 수상했다.

### 국가대표팀
청소년 대표팀 시절이던 1959년 AFC U-20 아시안컵에 출전하여 팀의 3위 입상에 기여한 뒤 이듬해인 1961년 A대표팀에 처음으로 발탁되었고 같은 해 6월 11일 대한민국과의 1962년 FIFA 월드컵 아시아 지역 예선 2차전에서 국제 A매치 데뷔전을 치렀다.
이후 자국에서 열린 1964년 하계 올림픽과 멕시코에서 열린 1968년 하계 올림픽에 출전하여 이 중 1968년 대회에서 동메달이라는 일본 축구 역사상 최초이자 아시아 국가 최초의 올림픽 메달 획득에 기여했고 2년 전 열린 1966년 아시안 게임에서도 2골을 뽑아내며 15년만의 아시안 게임 동메달 획득에 기여했으며 A매치 통산 58경기에서 19골을 기록한 뒤 1971년에 국가대표에서 은퇴했다.

## 지도자 시절
1976년 선수 생활에서 은퇴한 후 1979년까지 친정팀인 신일본제철 야와타의 감독을 맡아 1976년 천황배 4강 진출의 성과를 이끌었으며 이후 2000년 2월 2일 후쿠오카현 기타큐슈시에서 심부전으로 향년 59세를 일기로 생을 마감했다.

## 통계
| 일본 | 일본 | 일본 |
| 연도 | 출전 | 득점 |
| ---- | ---- | ---- |
| 1961 | 5    | 3    |
| 1962 | 7    | 1    |
| 1963 | 5    | 2    |
| 1964 | 2    | 0    |
| 1965 | 4    | 1    |
| 1966 | 5    | 3    |
| 1967 | 5    | 5    |
| 1968 | 4    | 0    |
| 1969 | 3    | 2    |
| 1970 | 12   | 1    |
| 1971 | 6    | 1    |
| 통산 | 58   | 19   |